# Ебергард Шрадер
Ебергарт Шра́дер (нім. Eberhard Schrader, 7 січня 1836, Брауншвейг — 4 липня 1908, Берлін) — німецький історик і мовознавець.
Автор праць з ассиріології та історії Давнього Сходу (походження вавилонської культури та ін.). Засновник ассиріологічної школи в Німеччині.